# Josef Abrhám
Josef Abrhám (ur. 14 grudnia 1939 w Zlinie, zm. 16 maja 2022 w Mielniku w Czechach) – czeski aktor teatralny, filmowy i telewizyjny. W Polsce znany głównie jako doktor Arnošt Blažej z serialu Szpital na peryferiach.

## Życiorys
Po dwóch latach studiów w Wyższej Szkole Artystycznej (Vysoká Škola Múzických Umení, VŠMU) w Bratysławie, przeniósł się na Wydział Teatralny Akademii Sztuk Scenicznych w Pradze (Divadelní fakulta Akademie múzických umění, DAMU), którą ukończył w 1962 roku. Debiutował na profesjonalnej scenie praskiego Teatru na Vinohradach (1962). Po ukończeniu służby wojskowej związał się z teatrem Činoherní Klub (1965–1982), a następnie występował w praskim Teatrze Narodowym (1992–1994).
Po raz pierwszy trafił na kinowy ekran w roli młodego kelnera w filmie kryminalnym Vladimíra Čecha Alibi nie wystarcza (Kde alibi nestačí, 1960) u boku Ottona Šimánka. Pojawił się w czarno-białym filmie krótkometrażowym dramacie Věry Chytilovej Pułap (Strop, 1961) z udziałem Jiříego Menzla, obrazie Czarna dynastia (Černá dynastie, 1962) i dramacie wojennym Zbynka Brynycha Transport z raju (Transport z ráje, 1962) jako Datel. Nieco większą rolę Františka zagrał w filmie Nie bierz schronienia przed deszczem (Neschovávejte se, když prší, 1962) oraz Slávka w nominowanym do Złotej Palmy dramacie Jaromila Jireša Krzyk (Křik, 1963). Nagrodę przyniosła mu rola księgarza Dalibora Vrány w komedii Ladislava Smoljaka Kelner, płacić! (Vrchní, prchni!, 1980).
Za postać Karela Čapka w dramacie Człowiek przeciw zagładzie (Člověk proti zkáze, 1989) otrzymał Nagrodę Ministra Kultury. W 1994 roku odebrał nagrodę Czeskiego Lwa za rolę Prokopa w filmie muzycznym Jana Hřebejka Bigbeatowe lato (Šakalí léta, 1993).

## Życie prywatne
W 1976 roku ożenił się z aktorką Libuše Šafránkovą. Mieli syna Josefa Abrháma Jr.
Zmarł 16 maja 2022 roku w wieku 82 lat w szpitalu w czeskim Mielniku.

## Filmografia

### Filmy fabularne
- 1962: Haszek i jego Szwejk jako Jaroslav Hašek
- 1976: Mareczku, podaj mi pióro! (Marečku, podejte mi pero!) jako nauczyciel Janda
- 1980: Kelner, płacić! (Vrchní, prchni!) jako Dalibor Vrána
- 1986: C.K. Dezerterzy jako sierżant Zajíček
- 1991: Kafka jako przyjaciel Kafki
- 1991: Opera żebracza (Žebrácká opera) jako Macheth
- 1993: Bigbeatowe lato (Šakalí léta) jako Prokop
- 1994: Anielskie oczy (Andělské oči) jako dyrygent
- 1998: Stój, bo nie trafię! (Stůj, nebo se netrefím) jako Brandejs
- 1999: Wszyscy moi bliscy (Všichni moji blízcí) jako dr Jakub Silberstein
- 2006: Obsługiwałem angielskiego króla (Obsluhoval jsem anglického krále) jako hotelowy Brandejs
- 2006: Piękność w opałach (Kráska v nesnázích) jako Evžen Beneš
- 2011: Odejścia (Odcházení) jako były kanclerz Vilém Rieger

### Seriale TV
- 1964: Trzydzieści przypadków majora Zemana (30 případů majora Zemana), odc. pt. Pan z Salzburga
- 1977–1981: Szpital na peryferiach (Nemocnice na kraji města) jako dr Arnošt Blažej
- 2003: Szpital na peryferiach po dwudziestu latach (Nemocnice na kraji města po dvaceti letech) jako dr Arnošt Blažej
- 2008: Szpital na peryferiach- nowa generacja (Nemocnice na kraji města – nové osudy) jako dr Arnošt Blažej